# Mount Goossens
Mount Goossens (französisch Monts Goossens [sic!]) ist ein etwa 2300 m hoher und größtenteils unvereister Berg im ostantarktischen Königin-Maud-Land. Im Königin-Fabiola-Gebirge ragt er unmittelbar südlich des Mount Pierre auf.
Teilnehmer einer von 1959 bis 1961 dauernden belgischen Antarktisexpedition entdeckten ihn am 7. Oktober 1960. Expeditionsleiter Guido Derom (1923–2005) benannte den Berg nach Léon Goossens, Fotograf bei den Erkundungsflügen dieser Forschungsreise.